# Strømsgodset Idrettsforening 2017
Questa voce raccoglie le informazioni riguardanti lo Strømsgodset Idrettsforening nelle competizioni ufficiali della stagione 2017.

## Stagione
A seguito del 7º posto finale della precedente stagione, lo Strømsgodset avrebbe affrontato il campionato di Eliteserien 2017, oltre al Norgesmesterskapet. Il 19 dicembre 2016 è stato compilato il calendario del nuovo campionato, che alla 1ª giornata avrebbe visto la squadra ospitare l'Haugesund, nel weekend dell'1-3 aprile 2016.
Il 24 marzo 2017, Jakob Glesnes è stato nominato capitano dello Strømsgodset.
Il 7 aprile è stato sorteggiato il primo turno del Norgesmesterskapet 2017: lo Strømsgodset avrebbe fatto visita all'Åssiden. Superato questo ostacolo, lo Strømsgodset ha sconfitto anche lo Skeid, prima di essere eliminato dal Mjøndalen al terzo turno della manifestazione.
Lo Strømsgodset ha chiuso l'annata al 4º posto finale.

## Maglie e sponsor
Lo sponsor tecnico per la stagione 2017 è stato Puma, mentre lo sponsor ufficiale è stato DnB. La divisa casalinga è stata composta da una maglietta di colore blu scuro con inserti bianchi, pantaloncini e calzettoni bianchi. Quella da trasferta, invece, è stata costituita da una maglietta bianca, con pantaloncini e calzettoni blu scuro.
| Casa | Trasferta |

## Rosa
| N. |                          | Ruolo | Calciatore                |
| -- | ------------------------ | ----- | ------------------------- |
| 1  | Norvegia (bandiera)      | P     | Espen Bugge Pettersen     |
| 2  | Norvegia (bandiera)      | D     | Mounir Hamoud             |
| 3  | Norvegia (bandiera)      | D     | Jonathan Parr             |
| 4  | Norvegia (bandiera)      | D     | Kim André Madsen          |
| 5  | Norvegia (bandiera)      | D     | Jakob Glesnes (capitano)  |
| 6  | Norvegia (bandiera)      | C     | Henning Hauger            |
| 7  | Norvegia (bandiera)      | A     | Tommy Høiland             |
| 8  | Libano (bandiera)        | C     | Bassel Jradi              |
| 9  | Svezia (bandiera)        | A     | Pontus Engblom            |
| 10 | Norvegia (bandiera)      | A     | Marcus Pedersen           |
| 11 | Norvegia (bandiera)      | C     | Kristoffer Tokstad        |
| 12 | Polonia (bandiera)       | P     | Radosław Janukiewicz      |
| 13 | Svezia (bandiera)        | C     | Christian Rubio Sivodedov |
| 19 | Guinea-Bissau (bandiera) | C     | Francisco Júnior          |
| 20 | Norvegia (bandiera)      | P     | Pål Vestly Heigre         |
| 21 | Norvegia (bandiera)      | C     | Mathias Berg Gjerstrøm    |
| 23 | Norvegia (bandiera)      | C     | Eirik Ulland Andersen     |

| N. |                     | Ruolo | Calciatore               |
| -- | ------------------- | ----- | ------------------------ |
| 25 | Norvegia (bandiera) | D     | Stian Ringstad           |
| 26 | Norvegia (bandiera) | D     | Lars Christopher Vilsvik |
| 28 | Norvegia (bandiera) | D     | Marius Høibråten         |
| 33 | Nigeria (bandiera)  | A     | Marco Tagbajumi          |
| 34 | Norvegia (bandiera) | A     | Abdul-Basit Agouda       |
| 35 | Norvegia (bandiera) | D     | Arnar Thor Gudjonsson    |
| 36 | Norvegia (bandiera) | C     | Hasan Duman              |
| 39 | Kosovo (bandiera)   | A     | Loti Celina              |
| 53 | Norvegia (bandiera) | P     | Matias Finnestrand       |
| 63 | Norvegia (bandiera) | C     | Magnus Dahlby            |
| 66 | Norvegia (bandiera) | A     | Andreas Hoven            |
| 77 | Iran (bandiera)     | P     | Sosha Makani             |
| 89 | Norvegia (bandiera) | C     | Benjamin Reagan          |
| 92 | Norvegia (bandiera) | C     | Kreshnik Krasniqi        |
| 93 | Norvegia (bandiera) | C     | Tokmac Nguen             |
| –– | Norvegia (bandiera) | P     | Jørgen Johnsen           |

## Calciomercato

### Sessione invernale(dal 01/01 al 31/03)
| Arrivi           | Arrivi                    | Arrivi         | Arrivi        |
| R.               | Nome                      | da             | Modalità      |
| ---------------- | ------------------------- | -------------- | ------------- |
| P                | Radosław Janukiewicz      | Pogoń Stettino | prestito      |
| P                | Jørgen Johnsen            | Tønsberg       | definitivo    |
| P                | Sosha Makani              | Mjøndalen      | prestito      |
| D                | Stian Ringstad            | Braga          | definitivo    |
| C                | Henning Hauger            | Elfsborg       | definitivo    |
| C                | Bassel Jradi              | Lillestrøm     | fine prestito |
| C                | Christian Rubio Sivodedov | Schalke 04     | definitivo    |
| A                | Pontus Engblom            |                | svincolato    |
| A                | Marco Tagbajumi           |                | svincolato    |
| Altre operazioni |                           |                |               |
| R.               | Nome                      | da             | Modalità      |
| P                | Borger Thomas             | Nybergsund     | fine prestito |

| Partenze | Partenze                | Partenze        | Partenze      |
| R.       | Nome                    | a               | Modalità      |
| -------- | ----------------------- | --------------- | ------------- |
| P        | Łukasz Jarosiński       |                 | svincolato    |
| P        | Morten Sætra            | Nybergsund      | prestito      |
| P        | Borger Thomas           | Åsane           | definitivo    |
| D        | Bismark Adjei-Boateng   | Manchester City | fine prestito |
| D        | Henrik Bredeli          | Strømmen        | prestito      |
| D        | Christopher Lindquist   | Florø           | prestito      |
| D        | Sondre Solholm Johansen | Mjøndalen       | prestito      |
| C        | Mohammed Abu            | Columbus Crew   | definitivo    |
| C        | Knut Ahlander           | Asker           | prestito      |
| C        | Martin Ovenstad         | Sturm Graz      | definitivo    |
| C        | Øyvind Storflor         |                 | svincolato    |
| C        | Petter Vaagan Moen      |                 | svincolato    |

### Tra le due sessioni
| Arrivi | Arrivi | Arrivi | Arrivi   |
| R.     | Nome   | da     | Modalità |
| ------ | ------ | ------ | -------- |

| Partenze | Partenze             | Partenze       | Partenze      |
| R.       | Nome                 | a              | Modalità      |
| -------- | -------------------- | -------------- | ------------- |
| P        | Radosław Janukiewicz | Pogoń Stettino | fine prestito |

### Sessione estiva(dal 20/07 al 16/08)
| Arrivi | Arrivi            | Arrivi   | Arrivi     |
| R.     | Nome              | da       | Modalità   |
| ------ | ----------------- | -------- | ---------- |
| P      | Pål Vestly Heigre | Aalesund | definitivo |

| Partenze | Partenze        | Partenze   | Partenze      |
| R.       | Nome            | a          | Modalità      |
| -------- | --------------- | ---------- | ------------- |
| P        | Sosha Makani    | Mjøndalen  | fine prestito |
| A        | Tommy Høiland   | Viking     | definitivo    |
| A        | Marco Tagbajumi | Lillestrøm | prestito      |

## Risultati

### Eliteserien

#### Girone di andata
| Arbitro: | Hobber Nilsen (Oslo) |

|                                 |           |            |
| Tagbajumi 34’, 81’ Pedersen 76’ | Marcatori | 1’ Gytkjær |

| Arbitro: | Hagen (Grue) |

|                                        |           |  |
| Barmen 9’ Vilsvik 72’ (aut.) Orlov 77’ | Marcatori |  |

| Arbitro: | Hafsås (Trondheim) |

|               |           |                |
| Tagbajumi 45’ | Marcatori | 17’ Abdellaoue |

| Arbitro: | Hagenes (Flaktveit) |

|              |           |           |
| Ramsland 31’ | Marcatori | 14’ Jradi |

| Arbitro: | Hansen (Feda) |

|           |           |  |
| Nguen 65’ | Marcatori |  |

| Arbitro: | Eskås (Oslo) |

|                     |           |  |
| Mendy 66’ Bamba 83’ | Marcatori |  |

| Arbitro: | Kjensli (Oslo) |

|                     |           |                  |
| Ulland Andersen 45’ | Marcatori | 30’ Lund Nielsen |

| Arbitro: | Døvle (Larvik) |

|                             |           |  |
| Riski 58’ Oldrup Jensen 65’ | Marcatori |  |

| Arbitro: | Hafsås (Trondheim) |

|                     |           |                              |
| Ulland Andersen 41’ | Marcatori | 35’ Brochmann 79’ Omoijuanfo |

| Arbitro: | Lundby (Bøverbru) |

|                       |           |             |
| Yttergård Jenssen 31’ | Marcatori | 58’ Tokstad |

| Arbitro: | Eskås (Oslo) |

|                                                |           |                          |
| Ulland Andersen 10’ Glesnes 32’ Jradi 50’, 53’ | Marcatori | 66’ Bytyqi 80’ Adegbenro |

| Arbitro: | Hobber Nilsen (Oslo) |

|                                                 |           |                     |
| Glesnes 8’ (aut.) Jevtović 16’ Vilhjálmsson 53’ | Marcatori | 68’ Ulland Andersen |

| Arbitro: | Hansen (Feda) |

|            |           |         |
| Jääger 18’ | Marcatori | 2’ Parr |

| Arbitro: | Hagen (Grue) |

|                     |           |                 |
| Ulland Andersen 48’ | Marcatori | 38’ Sigurðarson |

| Arbitro: | Steen (Bergen) |

|                        |           |  |
| Udoji 32’ Knudtzon 43’ | Marcatori |  |

#### Girone di ritorno
| Arbitro: | Døvle (Larvik) |

|                                                                  |           |                        |
| Ulland Andersen 6’ D. Ulvestad 15’ (aut.) Pedersen 17’ Nguen 35’ | Marcatori | 62’ Kalludra 63’ Bamba |

| Molde 16 luglio 2017, ore 18:00 17ª giornata | Molde                | 0 – 0 referto | Strømsgodset | Aker Stadion (8.628 spett.)\| Arbitro: \| Skjerven (Kaupanger) \| |
| Arbitro:                                     | Skjerven (Kaupanger) |               |              |                                                                   |

| Arbitro: | Hagen (Grue) |

|                       |           |  |
| Pedersen 5’ Jradi 22’ | Marcatori |  |

| Arbitro: | Eskås (Oslo) |

|                            |           |                     |
| Nguen 8’, 21’ Pedersen 26’ | Marcatori | 44’ (rig.) Krogstad |

| Sarpsborg 21 agosto 2017, ore 19:00 20ª giornata | Sarpsborg 08      | 0 – 0 referto | Strømsgodset | Sarpsborg Stadion (4.378 spett.)\| Arbitro: \| Lundby (Bøverbru) \| |
| Arbitro:                                         | Lundby (Bøverbru) |               |              |                                                                     |

| Arbitro: | Hansen (Feda) |

|  |           |                            |
|  | Marcatori | 61’ Bendtner 69’ Adegbenro |

| Arbitro: | Hagenes (Flaktveit) |

|  |           |                                  |
|  | Marcatori | 21’ Pedersen 52’ Ulland Andersen |

| Arbitro: | Moen (Haugesund) |

|                    |           |                  |
| Jradi 1’ Nguen 60’ | Marcatori | 51’ Ingebrigtsen |

| Arbitro: | Eskås (Oslo) |

|  |           |           |
|  | Marcatori | 31’ Jradi |

| Arbitro: | Kjensli (Oslo) |

|                     |           |  |
| Ulland Andersen 74’ | Marcatori |  |

| Arbitro: | Hagenes (Flaktveit) |

|              |           |                                  |
| Kastrati 46’ | Marcatori | 31’ Ulland Andersen 62’ Pedersen |

| Arbitro: | Hobber Nilsen (Oslo) |

|                                                  |           |         |
| Francisco Júnior 44’ Jradi 61’, 86’ Pedersen 64’ | Marcatori | 14’ Bye |

| Arbitro: | Smehus Kringstad (Oslo) |

|            |           |                                          |
| Serafin 5’ | Marcatori | 7’ Jradi 57’ Glesnes 63’ Ulland Andersen |

| Arbitro: | Hafsås (Trondheim) |

|                                  |           |          |
| Pedersen 44’ Ulland Andersen 78’ | Marcatori | 81’ Vega |

| Arbitro: | Steen (Bergen) |

|                                    |           |                                  |
| Abdellaoue 12’, 90’, 90’ Gyasi 54’ | Marcatori | 39’ Jradi 81’ Nguen 88’ Pedersen |

### Norgesmesterskapet
| Arbitro: | Aslam |

|                        |           |                            |
| Mortensen Andersen 85’ | Marcatori | 3’, 47’ Engblom 89’ Agouda |

| Arbitro: | Haugen (Rælingen) |

|                        |           |                                       |
| Yusuf 11’ Tavakoli 45’ | Marcatori | 32’ Hamoud 87’, 95’ Jradi 91’ Engblom |

| Arbitro: | Hagen (Grue) |

|                         |           |              |
| Boye 59’ Pellegrino 66’ | Marcatori | 44’ Pedersen |

## Statistiche

### Statistiche di squadra
| Competizione       | Punti | In casa | In casa | In casa | In casa | In casa | In casa | In trasferta | In trasferta | In trasferta | In trasferta | In trasferta | In trasferta | Totale | Totale | Totale | Totale | Totale | Totale | DR  |
| Competizione       | Punti | G       | V       | N       | P       | Gf      | Gs      | G            | V            | N            | P            | Gf           | Gs           | G      | V      | N      | P      | Gf     | Gs     | DR  |
| ------------------ | ----- | ------- | ------- | ------- | ------- | ------- | ------- | ------------ | ------------ | ------------ | ------------ | ------------ | ------------ | ------ | ------ | ------ | ------ | ------ | ------ | --- |
| Eliteserien        | 50    | 15      | 10      | 3       | 2       | 30      | 16      | 15           | 4            | 5            | 6            | 15           | 21           | 30     | 14     | 8      | 8      | 45     | 37     | +8  |
| Norgesmesterskapet | -     | 0       | 0       | 0       | 0       | 0       | 0       | 3            | 2            | 0            | 1            | 8            | 5            | 3      | 2      | 0      | 1      | 8      | 5      | +3  |
| Totale             | -     | 15      | 10      | 3       | 2       | 30      | 16      | 18           | 6            | 5            | 7            | 23           | 26           | 33     | 16     | 8      | 9      | 53     | 42     | +11 |

### Andamento in campionato
| Giornata  | 1 | 2  | 3 | 4  | 5 | 6 | 7  | 8  | 9  | 10 | 11 | 12 | 13 | 14 | 15 | 16 | 17 | 18 | 19 | 20 | 21 | 22 | 23 | 24 | 25 | 26 | 27 | 28 | 29 | 30 |
| --------- | - | -- | - | -- | - | - | -- | -- | -- | -- | -- | -- | -- | -- | -- | -- | -- | -- | -- | -- | -- | -- | -- | -- | -- | -- | -- | -- | -- | -- |
| Luogo     | C | T  | C | T  | C | T | C  | T  | C  | T  | C  | T  | T  | C  | T  | C  | T  | C  | C  | T  | C  | T  | C  | T  | C  | T  | C  | T  | C  | T  |
| Risultato | V | P  | N | N  | V | P | N  | P  | P  | N  | V  | P  | N  | N  | P  | V  | N  | V  | V  | N  | P  | V  | V  | V  | V  | V  | V  | V  | V  | P  |
| Posizione | 4 | 11 | 8 | 10 | 6 | 9 | 10 | 12 | 13 | 14 | 10 | 13 | 13 | 14 | 14 | 12 | 13 | 12 | 10 | 10 | 11 | 9  | 6  | 6  | 6  | 4  | 4  | 4  | 4  | 4  |

Fonte:  Eliteserien 2017, su altomfotball.no, Altomfotball. URL consultato il 25 gennaio 2017 (archiviato dall'url originale il 2 febbraio 2017).
Legenda:

Luogo: C = Casa; T = Trasferta. Risultato: V = Vittoria; N = Pareggio; P = Sconfitta.

### Statistiche dei giocatori
| Giocatore          | Eliteserien | Eliteserien | Eliteserien | Eliteserien | Norgesmesterskapet | Norgesmesterskapet | Norgesmesterskapet | Norgesmesterskapet | Coppe europee | Coppe europee | Coppe europee | Coppe europee | Altre coppe | Altre coppe | Altre coppe | Altre coppe | Totale   | Totale | Totale      | Totale     |
| Giocatore          | Presenze    | Reti        | Ammonizioni | Espulsioni  | Presenze           | Reti               | Ammonizioni        | Espulsioni         | Presenze      | Reti          | Ammonizioni   | Espulsioni    | Presenze    | Reti        | Ammonizioni | Espulsioni  | Presenze | Reti   | Ammonizioni | Espulsioni |
| ------------------ | ----------- | ----------- | ----------- | ----------- | ------------------ | ------------------ | ------------------ | ------------------ | ------------- | ------------- | ------------- | ------------- | ----------- | ----------- | ----------- | ----------- | -------- | ------ | ----------- | ---------- |
| A. Agouda          | 1           | 0           | 0           | 0           | 1                  | 1                  | 0                  | 0                  |               |               |               |               |             |             |             |             | 2        | 1      | 0           | 0          |
| M. Berg Gjerstrøm  | 6           | 0           | 0           | 0           | 1                  | 0                  | 0                  | 0                  |               |               |               |               |             |             |             |             | 7        | 0      | 0           | 0          |
| E. Bugge Pettersen | 24          | -29         | 1           | 0           | 1                  | -1                 | 0                  | 0                  |               |               |               |               |             |             |             |             | 25       | -30    | 1           | 0          |
| L. Celina          | 0           | 0           | 0           | 0           | 1                  | 0                  | 0                  | 0                  |               |               |               |               |             |             |             |             | 1        | 0      | 0           | 0          |
| M. Dahlby          | 0           | 0           | 0           | 0           | 1                  | 0                  | 0                  | 0                  |               |               |               |               |             |             |             |             | 1        | 0      | 0           | 0          |
| H. Duman           | 0           | 0           | 0           | 0           | 0                  | 0                  | 0                  | 0                  |               |               |               |               |             |             |             |             | 0        | 0      | 0           | 0          |
| P. Engblom         | 18          | 0           | 1           | 0           | 2                  | 3                  | 0                  | 0                  |               |               |               |               |             |             |             |             | 20       | 3      | 1           | 0          |
| M. Finnestrand     | 0           | -0          | 0           | 0           | 0                  | -0                 | 0                  | 0                  |               |               |               |               |             |             |             |             | 0        | 0      | 0           | 0          |
| Francisco Júnior   | 29          | 1           | 3           | 0           | 1                  | 0                  | 1                  | 0                  |               |               |               |               |             |             |             |             | 30       | 1      | 4           | 0          |
| J. Glesnes         | 28          | 2           | 5           | 0           | 3                  | 0                  | 0                  | 0                  |               |               |               |               |             |             |             |             | 31       | 2      | 5           | 0          |
| A. Gudjonsson      | 0           | 0           | 0           | 0           | 0                  | 0                  | 0                  | 0                  |               |               |               |               |             |             |             |             | 0        | 0      | 0           | 0          |
| M. Hamoud          | 11          | 0           | 0           | 0           | 2                  | 1                  | 0                  | 0                  |               |               |               |               |             |             |             |             | 13       | 1      | 0           | 0          |
| H. Hauger          | 26          | 0           | 6           | 0           | 1                  | 0                  | 0                  | 0                  |               |               |               |               |             |             |             |             | 27       | 0      | 6           | 0          |
| M. Høibråten       | 22          | 0           | 2           | 0           | 1                  | 0                  | 0                  | 0                  |               |               |               |               |             |             |             |             | 23       | 0      | 2           | 0          |
| T. Høiland         | 5           | 0           | 0           | 0           | 1                  | 0                  | 0                  | 0                  |               |               |               |               |             |             |             |             | 6        | 0      | 0           | 0          |
| A. Hoven           | 4           | 0           | 0           | 0           | 1                  | 0                  | 0                  | 0                  |               |               |               |               |             |             |             |             | 5        | 0      | 0           | 0          |
| R. Janukiewicz     | 5           | -7          | 0           | 0           | 2                  | -4                 | 1                  | 0                  |               |               |               |               |             |             |             |             | 7        | -11    | 1           | 0          |
| J. Johnsen         | 0           | -0          | 0           | 0           | 0                  | -0                 | 0                  | 0                  |               |               |               |               |             |             |             |             | 0        | 0      | 0           | 0          |
| B. Jradi           | 29          | 10          | 4           | 0           | 1                  | 2                  | 0                  | 0                  |               |               |               |               |             |             |             |             | 30       | 12     | 4           | 0          |
| K. Krasniqi        | 0           | 0           | 0           | 0           | 0                  | 0                  | 0                  | 0                  |               |               |               |               |             |             |             |             | 0        | 0      | 0           | 0          |
| K. Madsen          | 11          | 0           | 3           | 0           | 3                  | 0                  | 0                  | 0                  |               |               |               |               |             |             |             |             | 14       | 0      | 3           | 0          |
| S. Makani          | 1           | -1          | 0           | 0           | 0                  | -0                 | 0                  | 0                  |               |               |               |               |             |             |             |             | 1        | -1     | 0           | 0          |
| T. Nguen           | 28          | 6           | 3           | 0           | 2                  | 0                  | 0                  | 0                  |               |               |               |               |             |             |             |             | 30       | 6      | 3           | 0          |
| J. Parr            | 28          | 1           | 3           | 0           | 2                  | 0                  | 0                  | 0                  |               |               |               |               |             |             |             |             | 30       | 1      | 3           | 0          |
| M. Pedersen        | 26          | 9           | 6           | 0           | 3                  | 1                  | 1                  | 0                  |               |               |               |               |             |             |             |             | 29       | 10     | 7           | 0          |
| B. Reagan          | 0           | 0           | 0           | 0           | 0                  | 0                  | 0                  | 0                  |               |               |               |               |             |             |             |             | 0        | 0      | 0           | 0          |
| S. Ringstad        | 8           | 0           | 0           | 0           | 1                  | 0                  | 0                  | 0                  |               |               |               |               |             |             |             |             | 9        | 0      | 0           | 0          |
| C. Rubio Sivodedov | 9           | 0           | 2           | 0           | 2                  | 0                  | 1                  | 0                  |               |               |               |               |             |             |             |             | 11       | 0      | 3           | 0          |
| M. Tagbajumi       | 13          | 3           | 2           | 0           | 1                  | 0                  | 1                  | 0                  |               |               |               |               |             |             |             |             | 14       | 3      | 3           | 0          |
| K. Tokstad         | 27          | 1           | 2           | 0           | 1                  | 0                  | 0                  | 0                  |               |               |               |               |             |             |             |             | 28       | 1      | 2           | 0          |
| E. Ulland Andersen | 26          | 11          | 2           | 0           | 3                  | 0                  | 0                  | 0                  |               |               |               |               |             |             |             |             | 29       | 11     | 2           | 0          |
| P. Vestly Heigre   | 0           | -0          | 0           | 0           | -                  | -                  | -                  | -                  |               |               |               |               |             |             |             |             | 0        | 0      | 0           | 0          |
| L. Vilsvik         | 28          | 0           | 3           | 0           | 2                  | 0                  | 0                  | 0                  |               |               |               |               |             |             |             |             | 30       | 0      | 3           | 0          |